# Saridjah Niung

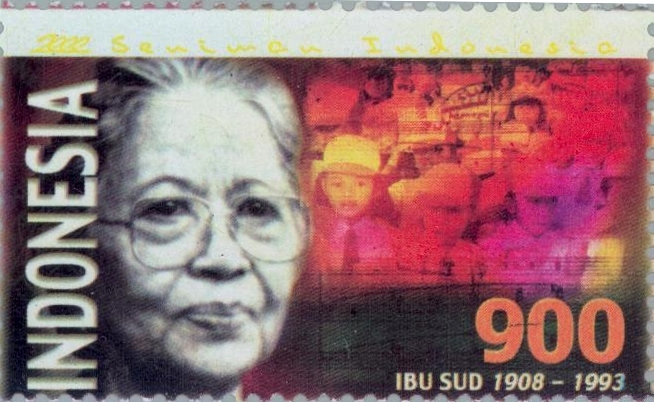
Saridjah Niung na znaczku pocztowym

Saridjah Niung (znana również jako Ibu Sud; ur. 1908, zm. 1993) – indonezyjska artystka, kompozytorka, nauczycielka i spikerka radiowa. Tworzyła muzykę dziecięcą oraz pieśni patriotyczne. Podczas okresu kolonialnego komponowała utwory na temat okupacji japońskiej i niepodległości indonezyjskiej. Wśród jej twórczości są m.in. pieśni Tanah Airku i Berkibarlah Benderaku.